# Apostolska nunciatura v Tuniziji
Apostolska nunciatura v Tuniziji je diplomatsko prestavništvo (veleposlaništvo) Svetega sedeža v Tuniziji.
Trenutni apostolski nuncij je Thomas Yeh Sheng-nan.

## Seznam apostolskih nuncijev
- Sante Portalupi (1972–15. december 1979)
- Gabriel Montalvo Higuera (18. marec 1980–12. junij 1986)
- Giovanni De Andrea (22. november 1986–26. avgust 1989)
- Edmond Y. Farhat (26. avgust 1989–26. julij 1995)
- Antonio Sozzo (5. avgust 1995–23. maj 1998)
- Augustine Kasujja (26. maj 1998–22. april 2004)
- Thomas Yeh Sheng-nan (22. april 2004–danes)